# Château de Schlemmin
Le château de Schlemmin (Schloß Schlemmin) est un château néogothique construit selon les plans d'Eduard Knoblauch, situé à Schlemmin dans l'arrondissement de Poméranie-Occidentale-Rügen en Allemagne du nord.

## Histoire
Les domaines de Schlemmin deviennent le fief d'Heinrich von Thun, conseiller de Wislaw III de Rügen, vers 1320. Cette famille, originaire de Basse-Saxe, fait construire un château fort qui est agrandi et reconstruit au cours des âges. Il était entouré de remparts de 1,8 mètre.
Le Generalmajor Wilhelm Ulrich von Thun hérite des biens en 1838. Il transforme Schlemmin et ses terres en alleu et acquiert d'autres terres et villages environnants. Il confie la conception du nouveau château à l'architecte berlinois Knoblauch et des entrepreneurs de la région le construisent de 1846 à 1850. L'on décide aussi de rebâtir dans le même style les communs, des maisons du village, l'église, l'école, etc. Le château reçoit la visite du roi Frédéric-Guillaume IV de Prusse en 1854.
Le domaine est en fideicommis après la mort du général en 1862. Il passe en héritage par la suite à la famille du comte Bolko zu Stolberg-Wernigerode, puis aux comtes zu Solms-Rödelheim, dont les descendants sont expropriés et expulsés en 1945. Le château accueillait un hôpital militaire depuis 1943 et la famille n'y séjournait plus depuis le début de la Seconde Guerre mondiale. Des réfugiés des territoires allemands de l'est passés à la Pologne y sont accueillis. Ils étaient au nombre de 160. L'ancien château du temps de la république démocratique allemande devient une école, un magasin d'alimentation populaire et abrite des bureaux de l'administration locale. Il est ensuite à partir de 1970 maison de repos pour les travailleurs agricoles des exploitations collectives du Land.
Le château est privatisé en 1999 et restauré. C'est aujourd'hui un hôtel de luxe.

## Architecture
Le château comprend des éléments anciens comme les merlons du château fort et il est bâti en style néogothique pour devenir une résidence confortable avec quatre grandes salles de réception et quarante-cinq chambres. Le château est flanqué d'une tour ronde crénelée et décoré de pignons. Il est entouré de douves du côté du village.
Deux bâtiments de communs (celui du nord est en ruines, celui du sud est habité) sont construits dans le même style de chaque côté de l'entrée du parc de 20 hectares.

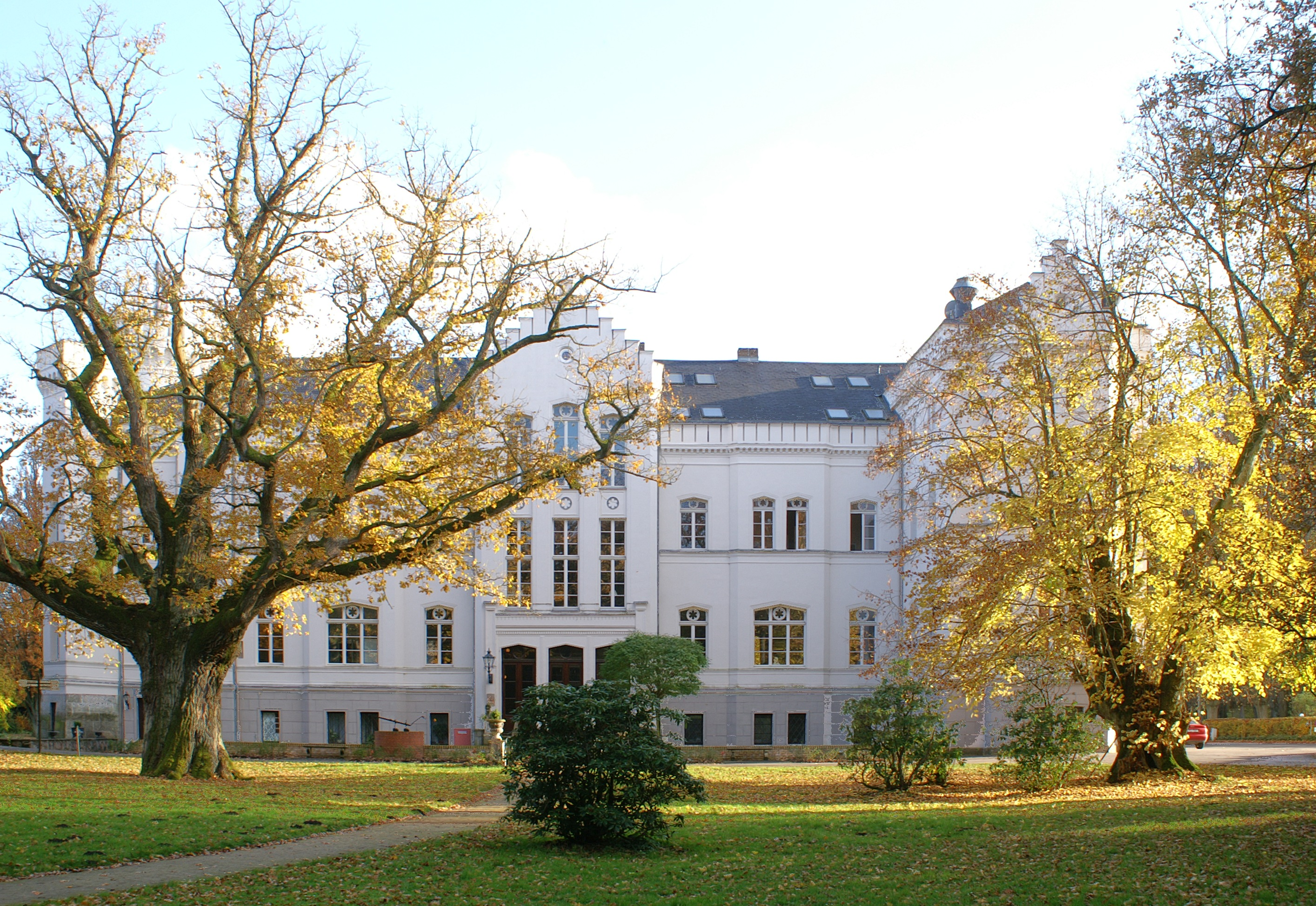
Vue du château, côté parc
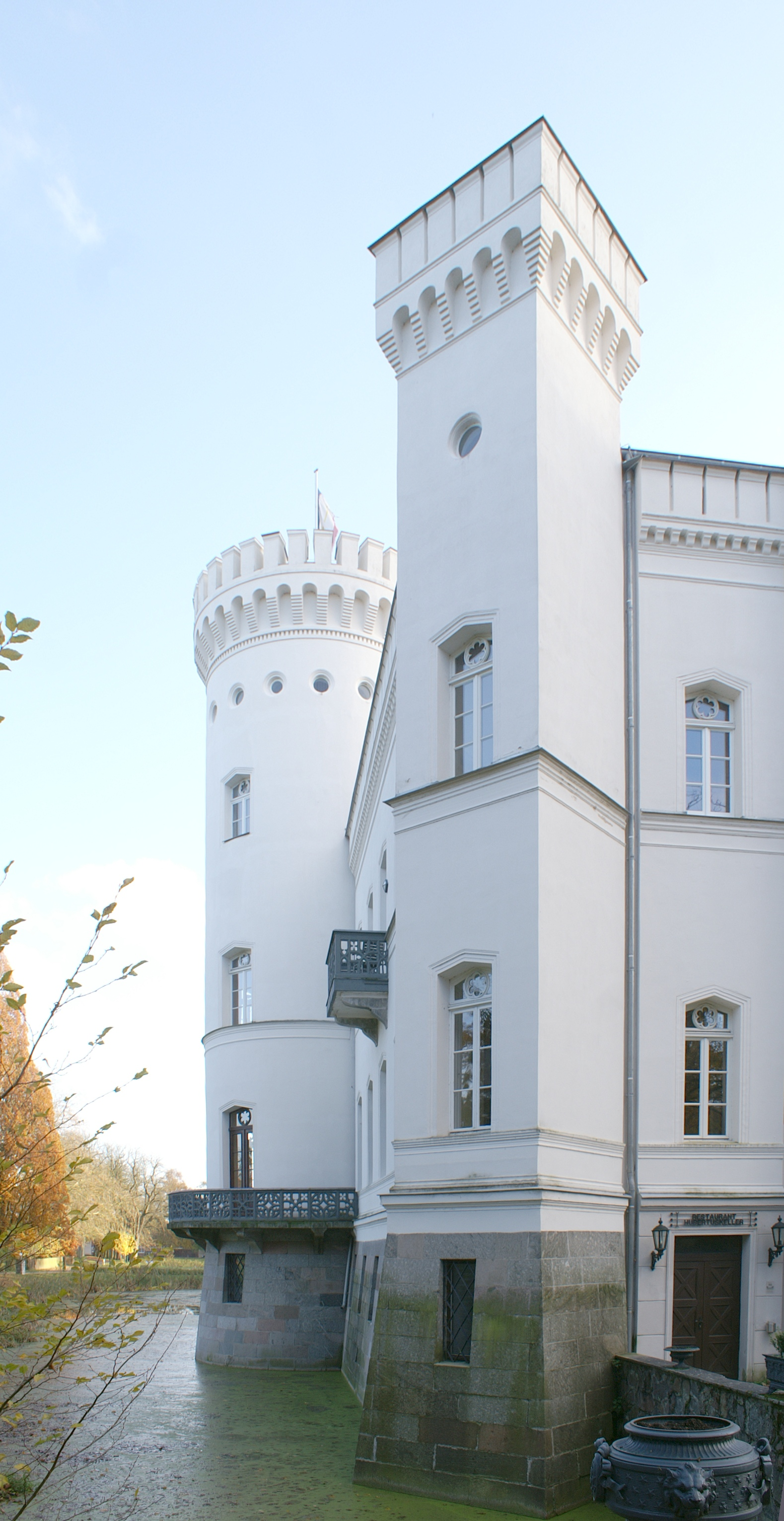
Côté nord du château avec les douves

## Source
- (de) Cet article est partiellement ou en totalité issu de l’article de Wikipédia en allemand intitulé « Schloss Schlemmin » (voir la liste des auteurs).